# Bella Sims
Pour les articles homonymes, voir Sims.
Arabella Sims, dite Bella Sims, est une nageuse américaine née le 25 mai 2005 à Las Vegas. Elle a remporté la médaille d'argent du relais 4 × 200 m nage libre aux Jeux olympiques d'été de 2020 à Tokyo.

## Palmarès

### Championnats du monde en grand bassin
- Championnats du monde 2022 à Budapest :
  -  Médaille d'or du relais 4 × 200 m nage libre.
- Championnats du monde 2023 à Fukuoka :
  -  Médaille d'argent du relais 4 × 200 m nage libre.
  -  Médaille d'argent du relais 4 × 100 m nage libre mixte (participe seulement aux séries).